# 我們是ODST
《我們是ODST》（英語：We Are ODST）或稱作，是一部微軟於2009年推出的美國電視廣告，由魯伯特·桑德司執導，主要用於第一人稱射擊遊戲《最後一戰3：ODST》的宣傳。該廣告主要圍繞於一名年輕的士兵，他在透過軌道空降突擊部隊的徵召和訓練後，身穿裝備並從外太空空降至戰場。《我們是ODST》由麥肯廣告旗下的子公司所創作，並由製片公司負責製作。該廣告於匈牙利布達佩斯拍攝，主要於當地外圍的煤礦場和廢棄工廠取景。《我們是ODST》於2009年9月7日在網上和各大媒體發行，並獲得了正面的評價，也使《最後一戰3：ODST》在推出的第一週成為了全球Xbox 360最暢銷的遊戲，且在發售的前幾週內賣出了超過250萬份。《我們是ODST》也贏得了廣告和娛樂界的許多榮譽，其中包括兩項克里奧獎、倫敦國際廣告獎，以及廣告界最高榮譽坎城國際廣告節所頒發的多項榮譽。

## 劇情
故事開場上演了一場軍事葬禮。地上放置著許多蠟燭，風笛手演奏著哀樂，軍事人員和平民混合在一起的哀悼者們神情顯得嚴肅；隨著棺木上的紅色旗幟被移開，其死者的名字被揭示，而旗幟則被折好並遞給哀悼者中的一名婦女。當軍官以匈牙利語命令一旁的士兵執行禮炮時，一首威爾斯語的歌曲開始放送；與此同時，鏡頭轉移至別的場景，並開始以蒙太奇式的來描述在一旁的年輕士兵塔爾科夫（Tarkov）在被剃髮後接受新兵訓練的過程。之後，塔爾科夫透過乘坐單人的「空降倉（drop pod）」來進入外星的戰場；接著，他開始與其他幾名隊友展開作戰。當塔爾科夫被一隻鬼面獸甩到一邊，並使自己的頭盔掉落而露出他有著傷疤的臉孔後，塔爾科夫打算以反擊；但隨即一架被擊落的女妖（Banshee）戰機擊中了鬼面獸，使塔爾科夫撿回一命。該片的場景再次轉換；塔爾科夫現在是一名資深的士兵，並在一片燃燒的廢墟中為一名死去的戰友進行哀弔，同時，在場還有一名與年輕的塔爾科夫相似的新兵。很快地，遠處傳來的槍聲將塔爾科夫和他的團隊拉回了戰鬥之中。

## 製作

### 發展
1999年，在經過數年與不同的機構合作過各種產品線後，微軟公司決定建立好營銷方面的事務。微軟從每個機構的名單上開始招募人員，並最終將自己在全球的客戶源分配給麥肯廣告。與微軟合作的麥肯被聘來推動在Xbox上的殺手級應用，以促進第一人稱射擊遊戲《最後一戰：戰鬥進化》的宣傳。該營銷活動非常成功，遊戲在全球的銷售量超過500萬份，也由於《最後一戰：戰鬥進化》的成功，使遊戲推出了一系列續作及衍生商品；為此，麥肯也持續負責了後續的營銷活動。
2007年，麥肯推出了名為「Believe」的多平台全球廣告宣傳活動，其中包括6分鐘的真人短片《最後一戰：登陸》（Landfall），以宣傳《最後一戰》系列的最新遊戲《最後一戰3》。《最後一戰：登陸》由尼爾·布洛姆坎普執導，而他也同意執導一部《最後一戰》的改編長片，但之後因對資金上的意見分歧而被取消。為《最後一戰3》帶來了巨大的商業利益和成功，並在發售的首日就達到了超過8400萬英鎊的銷量額，這也是當時娛樂產品銷量中最高的開盤數字。也獲得了來自廣告界的數十個獎項，包括八項克里奧獎、獎最佳展現及廣告界最高榮譽坎城國際廣告節所頒發的兩項大獎（電影和綜合活動）。據《全球創意報告》調查，是2008年第二大的綜合廣告活動（位居於世界自然基金會的「地球一小時」之後）。

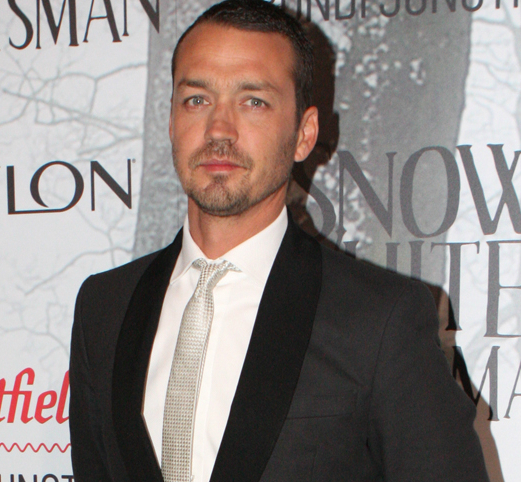
《我們是ODST》由魯伯特·桑德司所執導。

陸續獲得肯定的麥肯於2009年初收到了一份簡報，其內容是關於將讓麥肯開始進行《最後一戰》系列的新活動，主要用於宣傳新遊戲《最後一戰3：ODST》。該遊戲同時也是首款不是以士官長為主角的系列作。該計劃獲准後，麥肯帶領著曾在合作的人員來處理這個新的活動，並對其賦予了一名（或稱作《我們是ODST》），並打算在《最後一戰》宇宙中塑造出具人性化的士兵。麥肯旗下的子公司、製片公司和廣告導演魯伯特·桑德司開始展開合作，且桑德司也曾參與過的活動。

### 拍攝
其製作商業廣告的期限為五週，並有三天用於拍攝。在堪景時，導演桑德司試圖以「東方集團」的美學挑選地點，其中包括烏克蘭車諾比。但因緊迫的時程表而阻礙了不同地點（之間距離過遠）的取景，最終劇組選在匈牙利布達佩斯外圍的三個地點完成；這些地點包括充當開場葬禮背景的核電廠冷卻塔、當作戰場的露天煤礦場，以及用廢棄的鋁工廠來作為片尾的哀弔場景。
桑德司對於自己的拍攝風格和審美的靈感來自多方不同的來源，包括從記者時常使用的嵌入式新聞畫面及阿富汗和俄羅斯的軍事電影，如《潜行者》（1979年）與《見證》（1985年）。為了保持商業廣告中的細節與《最後一戰》的準則一致，《最後一戰》系列的創作者Bungie Studios為桑德司提供了相關方面的訊息——從鬼面獸的皮毛顏色和階級徽章到士兵的裝甲及武器外型。

### 後期製作
隨著拍攝的完成，製片公司聯繫了後期製作公司來製作《我們是ODST》中實景的視覺效果。其團隊由特效總監羅伯特·蒙格奇（Robert Moggach）所帶領，考慮到僅三週的最後期限，使得所需的工作規模擴大至三倍。在開場葬禮場景的工作較容易，只需要在前景中創建諸如墓碑及對演員們進行色彩校正等小技術。訓練的片段亦是如此，只需用到較少的運動匹配和繪景的合成。大多的特效鏡頭都集中在戰鬥場景中。較為簡單的工作如從拆線到動態光線的建立，以及從護目鏡和護甲的反射到背景煙霧和灰塵、電漿武器及爆破的粒子效果，其中爆破的粒子效果是他們取自《最後一戰》遊戲中的特效呈現。片中整個背景都是以繪景的3D投影所呈現。雖然較麻煩的部分是電子動物（鬼面獸）的創建，但仍可透過調大尺寸而讓動物的肌肉活動較為靈巧。而其他如女妖戰機和空降倉則都是透過CGI所創建。使用的軟體包括用於合成的Flame和Nuke、用於動畫的Maya、用於彩現的RenderMan和Mantra、用於跟蹤的，以及用於轉描工作的。

### 音樂
《我們是ODST》的配樂由的作曲家蓋瑞斯·威廉斯所負責。其中，一首名為的歌曲是由專門為廣告而創作的所提供。配樂中的打擊樂元素包括軍事小鼓、一個手鼓、木鼓和石頭相互敲擊所產生的聲音；此外，還加入了大高地風笛及傳統的弦樂（如低音提琴與大提琴）。而人聲的部分是由凱西·費雪所提供，雖然她的母語不是威爾斯語，但她仍以威廉斯的威爾斯語歌詞來演唱。

## 發行及反響
2009年9月4日，《我們是ODST》在社群網站Myspace及新聞兼評論網站IGN上首次線上播出，其版本的片長為90秒。三天後，在Spike頻道播出戰爭迷你劇《諾曼第大空降》時，2分半長的版本於前者的廣告時段播出。且《我們是ODST》也在其他多家電視頻道播放，包括Adult Swim、喜劇中心、ESPN、FX、G4及歷史頻道。《我們是ODST》於2009年9月8日開放用戶能透過Xbox Live下載觀看，並於2009年9月22日起在《最後一戰3：ODST》在聖誕節期間繼續在各大媒體播出。這次的推出還伴隨著平面廣告和一個新的互動網站等媒體，其中包括《我們是ODST》的製作紀錄片、導演和其他工作人員的訪談，以及探索遊戲本身特色的互動元素，如具有遊戲角色簡介與「評測」功能的應用程式。
網站的保羅·柯廷（Paul Curtin）將其稱為「該預告片是我見過的電子遊戲中最棒的預告片之一，並顯露出《最後一戰》電影可能的樣子。」網站的賽門·布魯（Simon Brew）認為有很多真人電影的品質還不如《我們是ODST》。電子遊戲作家盧克·普朗克特（Luke Plunkett）也給予該廣告正面的評價，並將它稱作是真人版3A電子遊戲預告片的最佳範例。
《最後一戰3：ODST》於2009年9月22日發售後，立即成為全球Xbox 360最暢銷的遊戲。兩週內，該遊戲已售出超過250萬份。造成遊戲熱賣的功臣之一《我們是ODST》贏得了多項來自廣告和電視界的獎項，其中包括視覺效果協會獎（電子遊戲預告片中出色的視覺效果）、獎、倫敦國際廣告獎及兩項克里奧獎。《我們是ODST》也在第57屆坎城國際廣告節上入圍了多項獎項（包括攝影金獎、指導銀獎和電影類青銅獎）。

## 備註
1. ↑  在片尾，顯示該影片的名稱兼標語，但魯伯特·桑德司在受訪時仍以來稱呼它[15]。

## 外部連結
- YouTube上的Halo 3: ODST Live Action Trailer
- Vimeo上的Xbox - Halo 3 ODST “The Life”